# 勇田县
勇田县，中国古县名。
北魏置，治所在今甘肃省临洮县北（中孚一带）。为武始郡治。隋朝开皇三年(583年)，废勇田县并入狄道县。勇田县县境北端至今兰州市的黄河南岸地区。